# Taunggyi
Taunggyi (Birmaans: တောင်ကြီးမြို့; MLCTS: taung kri: mrui.) is een stad in Myanmar en vormt hierbinnen de hoofdplaats van de staat Shan, waarbinnen het in de regio Myelat ligt. Taunggyi telt naar schatting 380.665 inwoners. De naam van de stad betekent "grote berg", hetgeen een vernoeming is naar de helling ten oosten van de stad, waarvan het hoogste punt 'Taung-chun' ("steile rots") wordt genoemd.

## Geschiedenis
Voor de komst van de Britten vormde Taunggyi een klein Pa-O-dorpje van een paar hutten groot dat zich bevond op een brede uitloper van de heuvels van Sintaung in het Hoogland van Shan. Onder Britse koloniale heerschappij werd de plaats uitgekozen als de hoofdplaats van de zuidelijke Shan-staten. De ontwikkeling van Taunggyi begon in 1894 toen de Britten hun bestuurszetel ernaartoe verplaatsten vanuit Maing Thauk (Fort Stedman) aan het Inglemeer omdat Taunggyi hoger lag, wat in verband met het voorkomen van ziekten en vanuit geografisch perspectief gunstiger was. De plaats lag toen vanuit geografisch oogpunt in de staat Yawnghwe, maar de Britten maakten er een "notified area" van (een gebied waar nieuwe ontwikkelingen gepland stonden), dat bestuurlijk gezien losstond van het bestuur van de saobha (Birmese bestuurder). Tegen 1906 telde de plaats reeds ongeveer 1.000 huizen. Tijdens de burgerlijke onlusten in de Shan-staten rond 1900 functioneerde Taunggyi als het standplaats van het hoofdgarnizoen van de militaire politie. Taunggyi functioneerde daarnaast als voorzieningscentrum voor de Shan-staten.

## Demografie

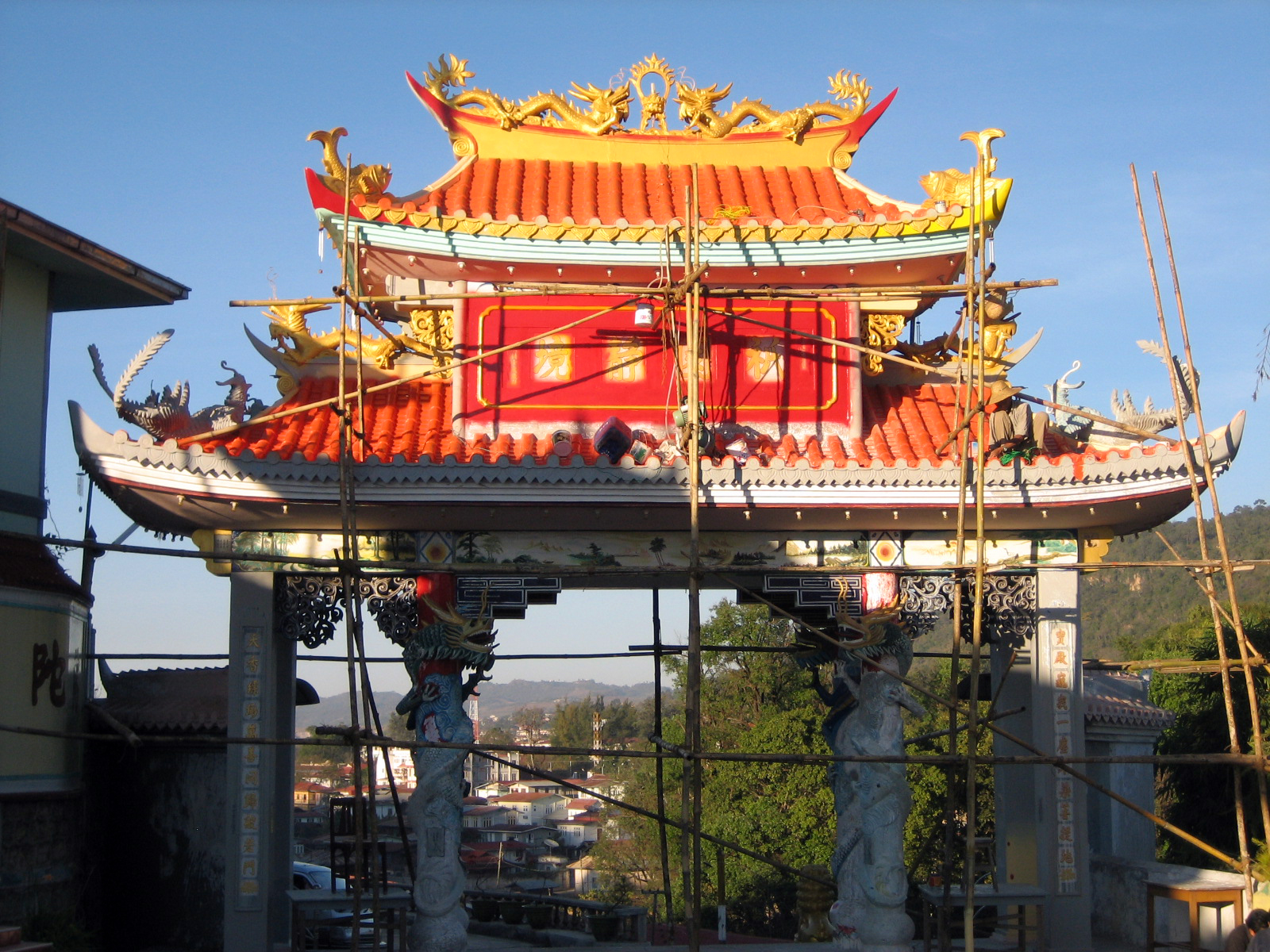
Het boeddhistisch klooster Guan Yin (Kwan Yin Si Hpaya Kyaung) in Taunggyi, dat wordt gebruikt door de Chinese gemeenschap in Taunggyi

Taunggyi vormt een smeltkroes van culturen. Hoewel het de hoofdstad van de staat Shan vormt, vormen niet de Shan, maar de Intha en de Pa-O de belangrijkste bevolkingsgroepen. In meer recentere jaren zijn er veel Chinese immigranten komen wonen. Ook wonen er Bamar (Birmezen), Birmese moslims en Chinezen. Net als in het grootste deel van Myanmar kan de invloed van het boeddhisme ook hier worden teruggezien in de aanwezigheid van een aantal kloosters in en rond de stad. Omdat het een relatief nieuwe stad is en de kloosters qua architectuur niet bijzonder worden geacht, worden ze niet gezien als gebouwen van monumentale waarde. Er bevindt zich ook een christelijke minderheid en het vormt het centrum van het katholieke aartsbisdom Taunggyi, waarvan de Sint-Jozefkathedraal en het bijbehorende seminarie de belangrijkste elementen vormen. Ook bevindt zich er een baptistenkerk, die net als de katholieke kerk werd gesticht door vroege missionarissen. Ten slotte bevindt zich er ook een kleine anglicaanse kerk, die oorspronkelijk werd opgericht voor en door de Britse bestuurders, maar zich momenteel in slechte staat bevindt. De moslims hebben vier moskeeën in de stad, waarvan Myo Oo Pali, A Lae Pali en Taung Pali worden gebruikt door de Birmese moslims en Panthay Pali door de Chinese Panthay-moslims. Er bevindne zich ook een aantal tempels van de Chinese boeddhistische gemeenschap.

## Economie en transport
De stad kent geen echte industrie. Het vormde vroeger een distributiecentrum voor veel van de landbouwproducten uit het zuidelijke deel van de staat Shan, maar door nieuwe zoneringswetgeving zijn de meeste van deze activiteiten recentelijk verplaatst naar de nieuwe stad Ayetharyar. De stad richt zich daarnaast op het toerisme.
Als het bestuurlijk centrum van de staat Shan telt Taunggyi een groot aantal overheidskantoren. In de stad ligt ook het hoofdkwartier van het Oostelijk Commando van de Tatmadaw (Birmese Leger) en een groot deel van het noordoostelijke deel van de stad bestaat uit terrein dat eigendom vormt van het leger.
Taunggyi ligt aan een aantal wegen en sinds 1995 ook aan een spoorlijn, waarover echter geen passagierstreinen rijden. Het dichtstbijzijnde spoorstation ligt bij Shwenyaung, ongeveer 125 kilometer westelijker. Het dichtstbijzijnde vliegveld ligt bij de stad Heho, dat over de weg op ongeveer 40 kilometer van Taunggyi verwijderd ligt.

## Onderwijs en bezienswaardigheden
In de stad ligt onder andere de Universiteit van Taunggyi. Het Cultureel Museum van de staat Shan (opgericht in 1989) bevat collecties over de Shancultuur en andere historische zaken, zoals eigendommen van de saobha's (divans, zwaarden, meubels, schilderijen, munten en traditionele kostuums van de Shan).
De stad heeft een vijfdaagse open markt, waar boeren uit de regio verse producten verkopen, maar door de ontwikkeling van de stad neemt de betekenis van de markt af. In de dorpen rondom Taunggyi wordt de markttraditie wel voortgezet. Het nabijgelegen Inlaymeer vormt de basis van de Inthacultuur. De grotten van Pindaya bieden een goed uitzicht over de landstreek Myelat. Dichter in de buurt van Taunggyi (bij de Kat-ku) bevinden zich enkele honderden stoepa's uit de 16e eeuw.
1. ↑  www.populationdata.net. Gearchiveerd op 3 mei 2015. Geraadpleegd op 27 maart 2015.